# Coartación
La coartación fue un sistema de manumisión autopagada en las sociedades esclavistas coloniales latinoamericanas, durante los siglos XVI al XIX. Permitía a los esclavos hacer un pago inicial y fijar el precio de su libertad, confiriéndoles el estatus de coartado, lo que aportaba derechos y privilegios adicionales al esclavo.
El término originalmente proviene de la palabra española «coartar», que significaba «cortar» o «limitar» cómo fijarían el precio de la libertad y la aislarían del precio (creciente) del mercado, de modo que el maestro no pudiera pedir un precio más alto. Para el siglo XVIII se había convertido en «coartación», en el sentido de «obstáculo» o «restricción», en referencia a la acción de restringir el poder del amo de esclavos.

## Orígenes
La esclavitud en la América colonial española se basó en el código legal Siete Partidas de 1348. Si bien este código dejó claro que «todas las leyes del mundo deberían conducir a la libertad», no abordó directamente la manumisión. Según las leyes romanas antiguas, que influyeron en las leyes europeas sobre la esclavitud, a los esclavos se les permitía comprar su propia libertad utilizando su Peculium (peculio), es decir, sus ganancias privadas, pero esto era poco común.
Las Siete Partidas sí incorporaron los derechos de los esclavos a adquirir un peculium, aunque el uso de estos para comprar la libertad comenzó como una costumbre, mas no como una parte de la ley. Estas costumbres se desarrollaron como resultado de los propios esclavos cuyos primeros esfuerzos por solicitar a los tribunales resultaron en su aceptación por parte de los españoles como un derecho consuetudinario. Antes del desarrollo de la esclavitud en las plantaciones en Cuba, los esclavos a menudo desempeñaban papeles importantes en la economía de servicios como trabajadores y artesanos. A través de la interacción social, estos esclavos conocieron la ley española que les permitía denunciar los malos tratos de sus amos a las autoridades, estableciendo así su relación con los tribunales. Parece que estas costumbres ya estaban en vigor en la América española en el siglo XVI. Un censo de población de Málaga, España, registró a algunas personas como «cortados», mientras que el Diccionario de la Real Academia Española de 1729 definió la palabra «cortarse» como el proceso mediante el cual los esclavos negociarían su libertad con sus amos limitando el precio de la libertad.
España emitió una cédula (un edicto) en 1766 proclamando que el impuesto de alcabala sobre las ventas se recaudaría en ciertos casos de coartación. La coartación no se incluyó oficialmente en la ley cubana hasta 1842. En los años anteriores al Reglamento de Esclavos de 1842, los amos habían intentado frenar la práctica de la coartación, que consideraban una afrenta a la institución de la esclavitud. Pero a medida que el movimiento abolicionista británico se convertía en una fuerza cada vez más fuerte, el gobernador Valdés hizo la proclamación a pesar de los amos. Los amos continuaron protestando contra el Reglamento, culpándolo de la conspiración de La Escalera. Si bien los tribunales intentaron revisar ciertos artículos de la proclamación (especialmente el artículo que permitía a los esclavos cambiar de amo a voluntad), finalmente decidieron en 1862 respetar todas las partes de la ley. En 1871, el gobernador estableció que los esclavos rurales no podían cambiar de amo a voluntad, pero para entonces el este de Cuba había estallado en una revuelta anticolonial que amenazaba a todo el sistema esclavista.

## Proceso
El esclavo en cuestión comenzaría por fijar el precio de su libertad con el amo en presencia del tribunal y pagar una parte sustancial del mismo, que luego extendería un certificado que identificaría al esclavo con la nueva designación, coartado. Sin embargo, este proceso podría resultar complicado, ya que se podrían utilizar varios tasadores diferentes que producirían estimaciones de valor muy diferentes. El coartado normalmente pagaba cuotas durante un período de tiempo hasta alcanzar el precio total de la libertad. La fijación de un precio inmutable fue primordial en este proceso. Si un coartado era comprado por otro maestro, el valor del coartado seguía siendo el mismo menos lo que el coartado ya hubiera pagado. Si bien un posible comprador podía pagar más que el precio actual, esto rara vez se hacía porque pondría al comprador en desventaja financiera. Una vez que un coartado hubiera pagado el precio completo, se le emitirían cartas de libertad coartado (cartas de libertad), aunque los historiadores creen que las cartas de libertad venta también eran cartas de libertad logradas mediante coartación de las cuales el coartado ya había realizado pagos sustanciales, ya que la evidencia muestra que quienes recibieron las cartas de libertad venta habían tenido que pagar un precio muy por debajo del precio de mercado. Lo más probable es que estos coartados pagaran su parte al amo fuera de tribunales oficiales.
Los esclavos podían acumular cierta cantidad de dinero y propiedades. Aunque las Siete Partidas prohibían específicamente a los esclavos poseer propiedades, los tribunales generalmente ratificaban estos derechos como una costumbre. En las zonas urbanas, los esclavos podían ser contratados para otros trabajos, y los esclavos rurales podían poseer pequeñas parcelas de tierra llamadas conucos en las que podían cultivar una pequeña cantidad de cultivos y ganado. Algunos amos consideraban que los conucos eran esenciales para mantener la paz y asegurar la continuación de la esclavitud. Los esclavos también podían obtener el dinero de la coartación mediante la ayuda de un tercero.

## Derechos de un esclavocoartado
Junto con la promesa de libertad, el estatus de coartado confería ciertos derechos por encima de los de un esclavo normal. Una vez que un esclavo se convertía en coartado, no podía ser degradado nuevamente al estado de esclavo. Una vez convertido en coartado, lo seguiría siendo a menos que completara los pagos para alcanzar la libertad. De hecho, algunos coartados no pagaron intencionadamente el precio total de la libertad, sino que hicieron pequeños pagos incrementales para obtener los mayores beneficios de ser coartados y al mismo tiempo garantizar la seguridad de una situación de vida estable. Debido a que el coartado todavía era técnicamente un esclavo, el amo tendría que continuar apoyándolo. La razón de esta estrategia podría haber sido debido a los beneficios de alquiler. Si se alquilara un coartado, tendría derecho a un porcentaje del precio del alquiler, con la idea de que el coartado posee parte de la «propiedad» que se alquila. El coartado también tenía mayores derechos en cuanto a cambiar de amo. Mientras que los esclavos ya podían solicitar un cambio a causa de abusos graves, los coartados podían hacerlo sin demostrar una causa. Este derecho, sin embargo, se vio gravemente amenazado por los patrones que a menudo lograron subvertirlo en los tribunales.

## Comparaciones entre regiones
La coartación no parece haber alcanzado el mismo nivel de importancia en el resto de América Latina como lo fue en su país original, Cuba. Estudios realizados en México, Perú, Argentina, la Luisiana española y Brasil revelan que si bien en esas zonas se practicaba, sólo en Minas Gerais y Buenos Aires la coartación era la principal forma de alcanzar la libertad. Un número sustancial de personas afroamericanas de Haití (una colonia francesa) llegaron como refugiados a la Luisiana española debido a esto.
En Brasil, el proceso fue diferente al de Cuba. Lo más importante es que no hay evidencia de que los quartados brasileños recibieran algún derecho o estatus especial antes de pagar el precio total de la libertad. No podían cambiar de amo sin motivo ni aceptar un porcentaje del precio del alquiler cuando los alquilaban. Esto habría afectado especialmente a los quartados de Brasil, ya que el negro de ganho, un esclavo que realizaba varios trabajos diferentes y cobraba una pequeña tarifa, era una faceta importante de la esclavitud en Brasil. Esta era una forma principal para que los esclavos brasileños criaran un peculium. Otra diferencia está en el inicio del proceso. En Brasil, los quartados generalmente eran designados por el amo, en lugar de en Cuba, donde el esclavo iniciaba el proceso.
Aunque existentes, las oportunidades de manumisión en otras colonias europeas eran raras en comparación con las españolas y portuguesas. Los códigos de esclavos, como el Código Negro, describían restricciones a la manumisión, mientras que la auto-compra nunca se convirtió en una herramienta factible para que los esclavos obtuvieran su libertad debido a la falta de oportunidades de ganar suficiente dinero para salir de la esclavitud. En el sur de Estados Unidos, los plantadores del sur no querían que los esclavos pudieran utilizar la ley para su propio beneficio. A los esclavos se les prohibía ejercer el derecho por sí mismos o por otros ante los tribunales y su testimonio era inadmisible por principio, a menos que se les arrebatara mediante tortura. Por defecto, los tribunales prácticamente nunca se utilizaron en casos de manumisión. La diferencia en el acceso a la manumisión del esclavo cubano y del sur también habría dependido de la estructura laboral. Los esclavos del sur fueron utilizados principalmente para trabajos de campo, un mercado variable, mientras que los esclavos cubanos también fueron trabajadores calificados en otras áreas.

## Género
Si bien había menos esclavas que esclavos de género masculino, las mujeres representaron el 55% y el 67% de todas las manumisiones en América Latina. Hay varias razones para esta diferencia. En primer lugar, las esclavas generalmente eran valoradas menos que los esclavos varones, y su capacidad para obtener empleo externo como costureras, nodrizas, cocineras o prostitutas aumentaba sus posibilidades de poder pagar el precio total de la libertad. En segundo lugar, la relación de las madres esclavas con sus hijos contribuyó a esta diferencia. Había un incentivo adicional para que las madres alcanzaran la libertad, ya que sólo los niños nacidos de madres esclavas serían considerados esclavos según la ley española y sería mucho más probable que los niños pagaran por la libertad de su madre que por la de su padre. Este proceso, sin embargo, fue fuertemente cuestionado en los tribunales cubanos cuando comenzaron a definir la coartación como algo tan personal que no podía ser transferido, principio que fue sostenido por la cédula real de 1789. En tercer lugar, las mujeres solían tener una relación más estrecha con sus amos. Las ocasiones de relaciones sexuales entre las esclavas y sus amos podían dar lugar a mayores posibilidades de libertad, pero también las esclavas a menudo hacían tareas domésticas y tenían más interacciones personales con el amo que los esclavos varones fuera.
Sin embargo, esta división no siempre fue consistente. En Bahía, Brasil, del siglo XVIII, las mujeres constituían una proporción mucho mayor de las manumisiones debido a la expansión de la economía azucarera y la minería de oro, que requerían una fuerza laboral mucho mayor de hombres. En Cuba, sin embargo, las tasas de manumisión masculina y femenina eran más cercanas a la igualdad, muy probablemente porque rara vez se encontró escasez de mano de obra.

## Otros factores
Los esclavos urbanos también tenían muchas más probabilidades de convertirse en coartados que los esclavos rurales. Una razón es que era más fácil para los esclavos urbanos obtener dinero de trabajos externos para poder hacer el pago inicial. El efecto de la urbanización sobre la coartación estuvo relacionado con el género en el sentido de que la mayoría de las esclavas que alcanzaron la libertad también provenían en gran medida de hogares urbanos. Sin embargo, en la década de 1860, muchos esclavos rurales cubanos habían aprendido sobre las posibilidades de la coartación y comenzaron a iniciar el proceso en los tribunales.
Generalmente, los criollos (esclavos nacidos en Estados Unidos) tenían más posibilidades de convertirse en coartados, del mismo modo que los esclavos mestizos tenían más probabilidades que los esclavos negros. Probablemente esto sea el resultado de un mejor acceso a los recursos y la proximidad al amo. Muchos criollos que conocían el sistema también donaban pequeñas sumas de dinero por el nacimiento de sus hijos para facilitarles el camino hacia la libertad.

## Impacto
El historiador Manuel Barcia señala la importancia de la coartación como medio para que los esclavos accedieran a las cortes y moldearan sus vidas. De manera similar, el historiador Alejandro de la Fuente sostiene que si bien sólo una pequeña fracción de los esclavos en América Latina lograron su libertad producto de la coartación, su principal importancia radica en su capacidad para revertir la norma en la sociedad española, dando a los esclavos la capacidad de imponer algo a los amos. También se ha argumentado que la coartación era un medio de control por parte de los amos para proporcionar a los esclavos un incentivo, en lugar de arriesgarse a una rebelión.
La popularidad de la coartación resultó en una gran población afroamericana libre en Hispanoamérica. Las personas afroamericanas libres superaban en número a los esclavos en México, Perú y Nueva Granada a finales del siglo XVIII, y representaban el 30% y el 20% de la población de El Salvador y Río de Janeiro, Brasil, respectivamente. En general, la coartación no fue una fuerza desestabilizadora sobre la institución de la esclavitud, y algunos ex-esclavos incluso poseían sus propios esclavos, aunque esto era raro, ya que la mayoría de las personas afroamericanas liberadas seguían siendo pobres.